# Edward Conway (1er vicomte Conway)
Edward Conway (1564 - 3 janvier 1631) est un soldat et homme d'État anglais. Parmi ses descendants figurent la reine Élisabeth II et Barack Obama .

## Biographie
Il est le fils et l'héritier de Sir John Conway d'Arrow, et sa femme Ellen ou Eleanor, fille de Sir Fulke Greville de Beauchamp's Court, Warwickshire .
Il commande un régiment d'infanterie au sac de Cadix en 1596, où il est fait chevalier . Il est ensuite gouverneur de Brielle, une ville de prudence anglaise près de Rotterdam aux Pays-Bas, où sa fille Brilliana Harley (qui épouse Robert Harley) est née. Dans le premier parlement tenu sous le règne de Jacques Ier, il siège en tant que député de Penryn. Lorsque Brielle est rendu aux États de Hollande en 1616, il reçoit une pension.
Il est nommé au Conseil privé en 1622 et nommé secrétaire d'État en janvier 1623 pour cinq ans. Au parlement qui s'est réuni le 19 février 1624, il est réélu pour Evesham. Il est créé baron Conway, de Ragley, en 1624 ou 1625 et vicomte Conway en 1627, et reçoit le titre de pairie irlandaise de vicomte Killultagh. Sans doute en raison de son séjour aux Pays-Bas, il est partisan d'une politique étrangère « protestante » ; il est envoyé comme ambassadeur à Prague. En 1628, il est nommé Lord président du Conseil, poste qu'il occupe jusqu'à sa mort le 3 janvier 1631.

## Famille
Conway épouse d'abord Dorothy (morte en 1613), fille de Sir John Tracy de Tedington, Gloucestershire, et veuve d'Edmund Bray. Ils ont trois fils et quatre filles, dont son héritier Edward .
En 1614  ou 1615, il épouse en secondes noces Katherine (morte en 1639), fille de Giles Hueriblock, un marchand de Gand, et veuve de John West (mort en 1612) et Richard Fust (mort en 1613), tous deux du Compagnie des épiciers de Londres. Elle est une importante investisseuse dans les entreprises du Nouveau Monde, notamment la Virginia Company . La deuxième Lady Conway laisse divers legs pour l'éducation et le soulagement de la pauvreté. Elle est enterrée dans l'église paroissiale d'Acton .